# Dargnies
Dargnies település Franciaországban, Somme megyében. Lakosainak száma 1150 fő (2022. január 1.). Dargnies Woincourt, Yzengremer, Beauchamps, Bouvaincourt-sur-Bresle, Embreville és Fressenneville községekkel határos.

## Népesség
A település népességének változása:
| Lakosok száma | 1299 | 1281 | 1288 | 1246 | 1221 | 1197 | 1184 | 1167 | 1150 |
|               | 2013 | 2015 | 2016 | 2017 | 2018 | 2019 | 2020 | 2021 | 2022 |